# Anja Caspary
Anja Caspary (* 13. Dezember 1964 in Frankfurt am Main) ist eine deutsche Musikjournalistin und Autorin, die für den Rundfunk Berlin-Brandenburg tätig ist.

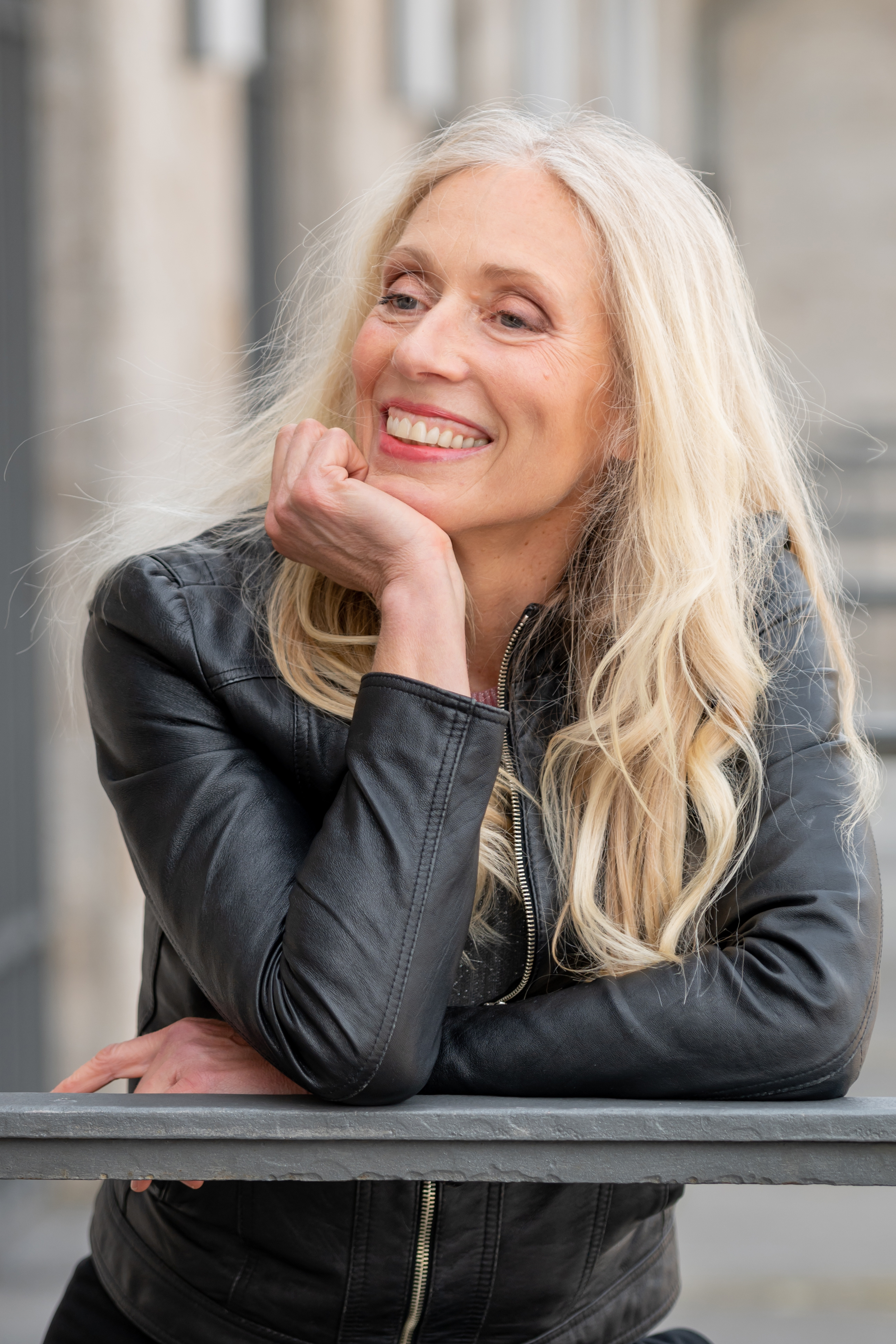
Anja Caspary (2021)

## Leben
Nach einer Ausbildung zur Physiotherapeutin und Gymnastiklehrerin an der Medau-Schule in Coburg studierte sie Germanistik und Theaterwissenschaften an der FU Berlin. Zum Sender Freies Berlin (SFB) kam sie 1989 als Reporterin. Ab 1990 moderierte Anja Caspary beim Jugendsender Radio 4U und war auch in der ARD-Popnacht zu hören. 1992 wechselte sie zum Ostdeutschen Rundfunk Brandenburg (ORB) und baute dort das Jugendradio Fritz mit auf. Im Rahmen der Hörerchartssendung Fritz-Roadshow überraschte sie gemeinsam mit Ansa Seidenstücker Hörer im gesamten brandenburgischen Senderaum unangekündigt zu Hause. Von 1995 bis 1997 arbeitete sie beim Fernsehen und präsentierte Sendungen beim Musiksender VH-1 Germany.
Ab der Gründung von Radio Eins beim Rundfunk Berlin-Brandenburg (RBB) im Jahr 1997 moderierte sie Magazine im Tagesprogramm, Sondersendungen wie Die lange Nacht der Opern und Theater und Die lange Nacht der Museen. Jeden Montagabend war sie mit ihrer eigenen Sendung Radio Affair zu hören, einem Brückenschlag zwischen klassischem Rock und neuester Musik. Ein Markenzeichen der Sendung war Die lange Rille, in der Musiktitel mit Überlänge gespielt wurden, was eine Besonderheit in der deutschen Hörfunklandschaft war. Ursprünglich hieß diese Rubrik Die langen Rillen zum Stillen. Die langen Titel wurden extra gespielt, damit Anja Caspary während der Sendung Radio Affair ihre Tochter im Studio stillen konnte.
Im August 2012 wurde Caspary vom Grimme-Institut für den Deutschen Radiopreis in der Kategorie „Beste Moderatorin“ nominiert.
Im September 2015 übernahm sie die Leitung der radioeins-Musikredaktion als Nachfolgerin des 2014 verstorbenen Peter Radszuhn. Nach Vorwürfen zum schlechten Klima in der Musikredaktion musste sie im März 2023 die Leitung abgeben.
Sie wechselte anschließend in den Bereich Aktuelle Kultur des RBB. Dort ist sie tätig als ARD-Korrespondentin für Pop-Kultur. U. a. berichtete sie im September 2023 aus London über das Rolling-Stones-Album Hackney Diamonds. 2025 startete der rbb den Video-Podcast Berlins Sounds Inside - Der Musiktalk mit Anja Caspary, der u. a. in der ARD-Mediathek, auf Youtube und Spotify veröffentlicht wurde. In der ersten Staffel interviewte sie u.a Blixa Bargeld von den Einstürzenden Neubauten, Annette Humpe, Ikkimel und Berghain-DJ Marcel Dettmann. Der Podcast stand wochenlang auf Platz 1 der deutschen Musikpodcasts.
Anja Caspary war mit dem 2016 verstorbenen Ärzte-Musiker, Journalisten und Autor Hagen Liebing verheiratet, den sie 1991 während der Eröffnung des Hard Rock Cafes in der Berliner Meinekestraße kennengelernt hatte, und lebt mit den beiden gemeinsamen Kindern in Berlin.
Im September 2020 erschien bei Ullstein ihr Buch In meinem Herzen steckt ein Speer über ihre Brustkrebserkrankung und den Tod ihres Mannes nach einer mehr als 25-jährigen Beziehung. Das Buch stand auf der Spiegel-Bestsellerliste für Paperbacks. Der Titel der Autobiografie lehnt sich an eine Textzeile des Songs Reise, Reise der deutschen Rockband Rammstein an. Nach der Buchveröffentlichung zeigte sie sich oberkörperfrei im Stern, um den offenen Umgang mit Mastektomie-Narben zu normalisieren.
2023 spielte sie in der 4. Staffel der ZDF-Fernsehserie Fritzie - Der Himmel muss warten sich selbst – Anja, eine Brustkrebs-Überlebende, die sich die Brüste hat amputieren lassen.

## Hörspiel
- 2013: Peter Licht: Die Geschichte meiner Einschätzung am Anfang des dritten Jahrtausends. Regie: Patrick Wengenroth (Hörspiel – DKultur)